# … miramondo multiplo…
... miramondo multiplo... est une œuvre pour trompette et orchestre composée par Olga Neuwirth en 2006.

## Contexte de composition
Cette œuvre est écrite pour la trompette, un instrument cher à la compositrice, avec lequel elle a commencé ses études de musique.

## Structure
L'œuvre est composée de cinq mouvements s'enchaînant les uns aux autres :
1. Aria dell' angelo
2. Aria della memoria
3. Aria del sangue freddo
4. Aria della pace
5. Aria del piacere

## Création
… miramondo multiplo… est créé le 20 août 2006 à Salzbourg, par Håkan Hardenberger à la trompette, avec le Wiener Philharmoniker sous la direction de Pierre Boulez. L'orchestre doit au chef d'orchestre et compositeur quelques premières mondiales, dont celle-ci en particulier. Håkan Hardenberger enregistre le morceau avec l'Orchestre Philharmonique de Radio France dirigé par Ilan Volkov le 7 décembre 2007, à la salle Berlioz-Le-Corum de Montpellier. Olga Neuwirth en compose une version pour trompette solo et ensemble la même année. Cette version a été enregistrée par l'ensemble Musik Fabrik.
Il est rejoué à Vienne en 2013 par le même soliste, avec l'Orchestre symphonique de la radio de Vienne dirigé par Cornelius Meister.

## Analyse
Le journaliste musical Tom Service parle ainsi de l'œuvre dans les pages du Guardian :

« Un riche kaléidoscope de tropes donnés par la trompette se déploie ici - on entendra des allusions à Gustav Mahler, Miles Davis, George Frideric Handel, Stravinsky, et d'autres – mais c'est la façon dont Neuwirth réunit le tout dans une seule expérience qui rend la pièce si satisfaisante. Le trompette soliste chante une chanson avec l'orchestre et non contre lui, et les allusions à des musiques préexistantes se connectent sans heurt avec l'idiome que crée la musique propre à Neuwirth. »